# Молодіжний чемпіонат світу з футболу 2011
Молодіжний чемпіонат світу з футболу 2011 року (англ. 2011 FIFA U-20 World Cup) — 18-ий розіграш молодіжного чемпіонату світу, що проходив з 29 липня по 20 серпня 2011 року у Колумбії. Переможцем в'пяте в історії стала Бразилія, яка у фіналі обіграла португальців.

## Вибір господаря
На засіданні виконавчого комітету ФІФА, який відбувся в Сіднеї, Австралія 26 травня 2008 року, Колумбія була обрана господарем турніру, обійшовши заявку Венесуели, яка теж претендувала на проведення чемпіонату. Тодішній віце-президент Колумбії Франсіско Сантос Кальдерон заявив, що це буде «найкращий молодіжний чемпіонат світу в історії».

## Стадіони
Стадіони турніру були оголошені 29 року 2010 року. Це були ісім стадіонів у восьми містах країни — Богота, Калі, Медельїн, Манісалес, Арменія, Картахена, Перейра і Барранкілья.
Також було оголошено, що церемонія відкриття пройде на Стадіоні імені Роберто Мелендеса у Барранкільї, а фінальний поєдинок відбудеться на стадіоні «Ель Кампін» у столиці.
| Арменія                                                                     | Барранкілья                                                                  | Богота                                                                       | Калі                                                                       |
| --------------------------------------------------------------------------- | ---------------------------------------------------------------------------- | ---------------------------------------------------------------------------- | -------------------------------------------------------------------------- |
| Сентенаріо                                                                  | Роберто Мелендес                                                             | Ель Кампін                                                                   | Паскуаль Герреро                                                           |
| Місткість: 20,716                                                           | Місткість: 44,569                                                            | Місткість: 36,343                                                            | Місткість: 33,130                                                          |
| 04°30′56.1″ пн. ш. 75°41′56.2″ зх. д. / 4.515583° пн. ш. 75.698944° зх. д.  | 10°55′36.7″ пн. ш. 74°48′02.6″ зх. д. / 10.926861° пн. ш. 74.800722° зх. д.  | 04°38′45.5″ пн. ш. 74°04′39.1″ зх. д. / 4.645972° пн. ш. 74.077528° зх. д.   | 03°25′47.6″ пн. ш. 76°32′27.9″ зх. д. / 3.429889° пн. ш. 76.541083° зх. д. |
|                                                                             |                                                                              |                                                                              |                                                                            |
| Картахена                                                                   | Перейра Барранкілья Богота Калі (місто) Картахена Манісалес Медельїн Арменія | Перейра Барранкілья Богота Калі (місто) Картахена Манісалес Медельїн Арменія | Манісалес                                                                  |
| Хайме Морон Леон                                                            | Перейра Барранкілья Богота Калі (місто) Картахена Манісалес Медельїн Арменія | Перейра Барранкілья Богота Калі (місто) Картахена Манісалес Медельїн Арменія | Палогранде                                                                 |
| Місткість: 16,068                                                           | Перейра Барранкілья Богота Калі (місто) Картахена Манісалес Медельїн Арменія | Перейра Барранкілья Богота Калі (місто) Картахена Манісалес Медельїн Арменія | Місткість: 28,678                                                          |
| 10°24′19.9″ пн. ш. 75°29′53.6″ зх. д. / 10.405528° пн. ш. 75.498222° зх. д. | Перейра Барранкілья Богота Калі (місто) Картахена Манісалес Медельїн Арменія | Перейра Барранкілья Богота Калі (місто) Картахена Манісалес Медельїн Арменія | 05°03′22.4″ пн. ш. 75°29′23.3″ зх. д. / 5.056222° пн. ш. 75.489806° зх. д. |
|                                                                             | Перейра Барранкілья Богота Калі (місто) Картахена Манісалес Медельїн Арменія | Перейра Барранкілья Богота Калі (місто) Картахена Манісалес Медельїн Арменія |                                                                            |
| Медельїн                                                                    | Перейра Барранкілья Богота Калі (місто) Картахена Манісалес Медельїн Арменія | Перейра Барранкілья Богота Калі (місто) Картахена Манісалес Медельїн Арменія | Перейра                                                                    |
| Атанасіо Хірардот                                                           | Перейра Барранкілья Богота Калі (місто) Картахена Манісалес Медельїн Арменія | Перейра Барранкілья Богота Калі (місто) Картахена Манісалес Медельїн Арменія | Ернан Рамірес Вільєгас                                                     |
| Місткість: 40,943                                                           | Перейра Барранкілья Богота Калі (місто) Картахена Манісалес Медельїн Арменія | Перейра Барранкілья Богота Калі (місто) Картахена Манісалес Медельїн Арменія | Місткість: 30,297                                                          |
| 06°15′24.5″ пн. ш. 75°35′24.6″ зх. д. / 6.256806° пн. ш. 75.590167° зх. д.  | Перейра Барранкілья Богота Калі (місто) Картахена Манісалес Медельїн Арменія | Перейра Барранкілья Богота Калі (місто) Картахена Манісалес Медельїн Арменія | 04°48′17.3″ пн. ш. 75°45′07.9″ зх. д. / 4.804806° пн. ш. 75.752194° зх. д. |
| Estadio Atanasio Girardot-Medellín                                          | Перейра Барранкілья Богота Калі (місто) Картахена Манісалес Медельїн Арменія | Перейра Барранкілья Богота Калі (місто) Картахена Манісалес Медельїн Арменія |                                                                            |

## Учасники
Колумбія автоматично отримала місце у фінальному турнірі на правах господаря. Решта 23 учасники визначилися за підсумками 6-ти молодіжних турнірів, що проводяться кожною Конфедерацією, що входить до ФІФА.
| Конфедерація | Турнір                                      | Збірні                                                    |
| ------------ | ------------------------------------------- | --------------------------------------------------------- |
| АФК          | Юнацький (U-19) кубок Азії 2010             | Австралія Північна Корея Саудівська Аравія Південна Корея |
| КАФ          | Юнацький (U-20) чемпіонат Африки 2011       | Камерун Єгипет Малі Нігерія                               |
| КОНКАКАФ     | Молодіжний чемпіонат КОНКАКАФ 2011          | Коста-Рика Гватемала1 Мексика Панама                      |
| КОНМЕБОЛ     | Молодіжний чемпіонат Південної Америки 2011 | Аргентина Бразилія Еквадор Уругвай                        |
| ОФК          | Молодіжний чемпіонат ОФК 2011               | Нова Зеландія                                             |
| УЄФА         | Юнацький чемпіонат Європи (U-19) 2010       | Австрія Хорватія Англія Франція Португалія Іспанія        |
| Господар     | Господар                                    | Колумбія                                                  |

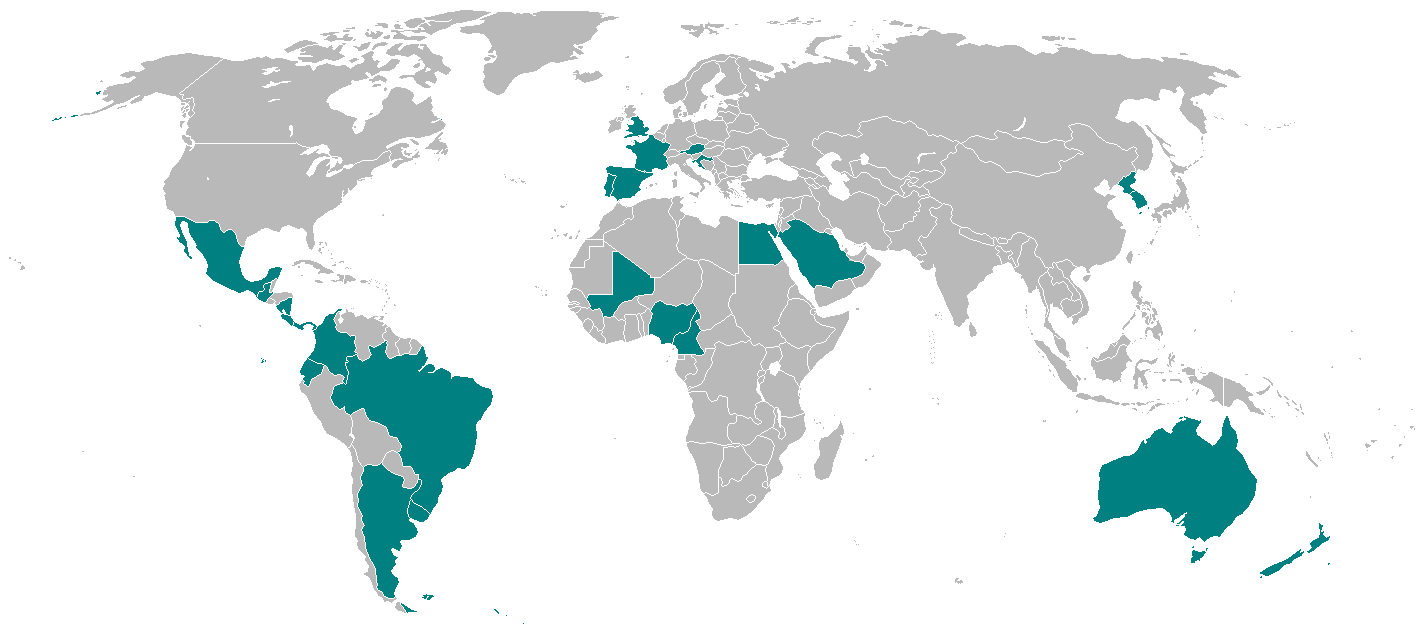
Команди, що пробились на турнір.

1.↑   Дебютант молодіжних чемпіонатів світу.

## Арбітри

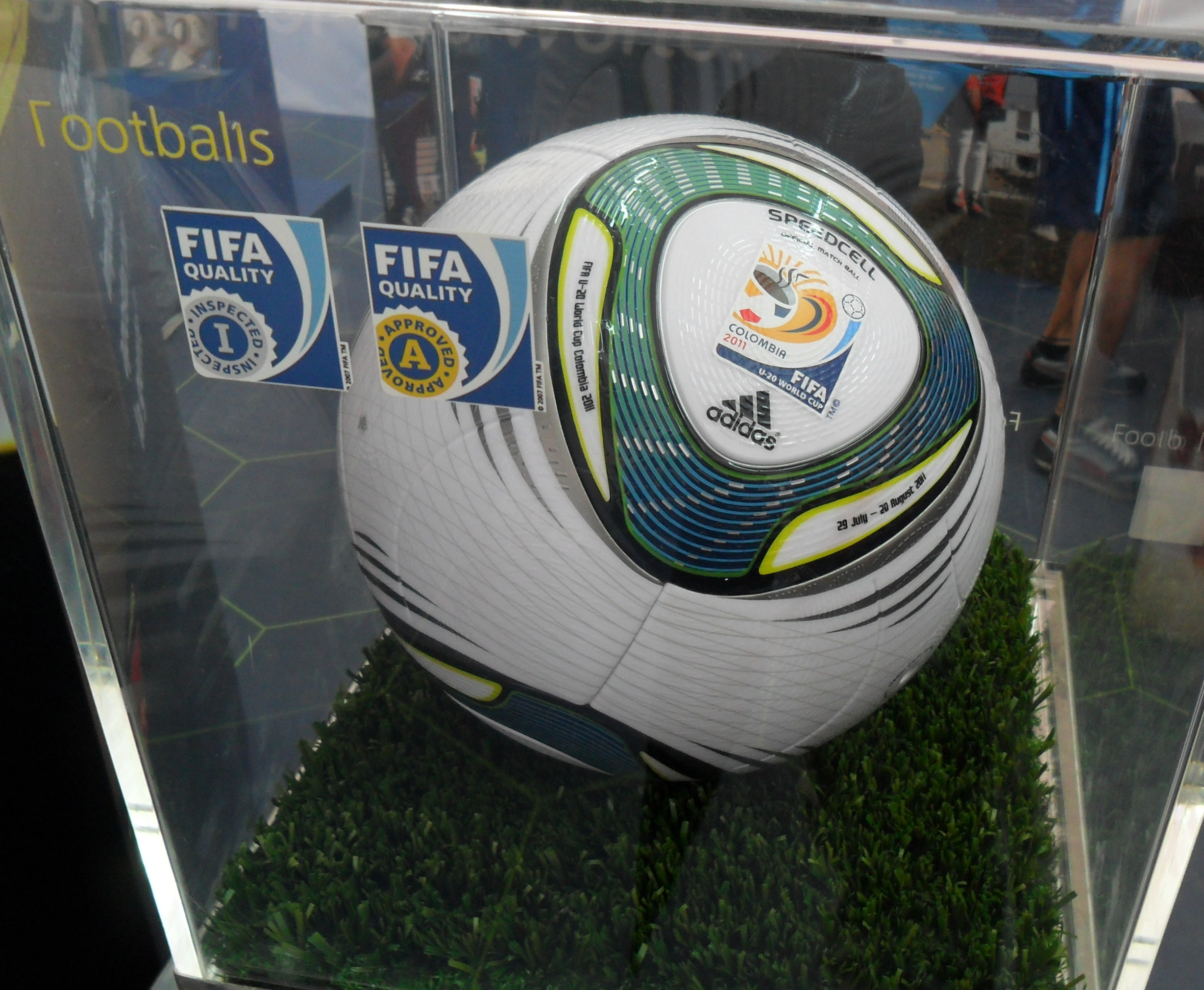
Adidas Speedcell — офіційний м'яч турніру.

| Конфедерація | Головний арбітр               | Асистенти                                                  |
| ------------ | ----------------------------- | ---------------------------------------------------------- |
| АФК          | Кім Дон Джин (Південна Корея) | Лі Юн Мін (Південна Корея) Ян Бйон Юн (Південна Корея)     |
| АФК          | Абдулрахман Абду (Катар)      | Мохаммад Дхарман (Катар) Фарес Аль-Шаммарі (Кувейт)        |
| КАФ          | Джамель Хаймуді (Алжир)       | Айман Дегаїш (Єгипет) Фоад Ель-Маграбі (Лівія)             |
| КАФ          | Нумандьєз Дуе (Кот-д'Івуар)   | Мохсен Бен Салем (Туніс) Жан-Клод Бірумушаху (Бурунді)     |
| КОНКАКАФ     | Вальтер Лопес (Гватемала)     | Херсон Лопес (Гватемала) Леонель Леаль (Коста-Рика)        |
| КОНКАКАФ     | Марк Гейгер (США)             | Марк Херд (США) Джо Флетчер (Канада)                       |
| КОНМЕБОЛ     | Вілсон Сенеме (Бразилія)      | Алессандро Роша (Бразилія) Емерсон де Карвальйо (Бразилія) |
| КОНМЕБОЛ     | Ернандо Буїтраго (Колумбія)   | Вілсон Берріо (Колумбія) Едуардо Діас (Колумбія)           |
| КОНМЕБОЛ     | Антоніо Аріас (Парагвай)      | Родней Акіно (Парагвай) Мількіадес Сальвідар (Парагвай)    |
| КОНМЕБОЛ     | Даріо Убріако (Уругвай)       | Карлос Пасторіно (Уругвай) Вільям Касав'єха (Уругвай)      |
| ОФК          | Пітер О'Лірі (Нова Зеландія)  | Джексон Намо (Соломонові острови) Равінеш Кумар (Фіджі)    |
| УЄФА         | Роберт Шергенгофер (Австрія)  | Ален Ходжа (Австрія) Маріо Штрудль (Австрія)               |
| УЄФА         | Марк Клаттенбург (Англія)     | Саймон Бек (Англія) Стівен Чайлд (Англія)                  |
| УЄФА         | Іштван Вад (Угорщина)         | Дьйордь Рінг (Угорщина) Жолт Спісьяк (Угорщина)            |
| УЄФА         | Вільям Коллам (Шотландія)     | Грем Чемберс (Шотландія) Мартін Кріанс (Шотландія)         |
| УЄФА         | Маркус Стрембергссон (Швеція) | Магнус Шоблом (Швеція) Фредрік Нільссон (Швеція)           |
| УЄФА         | Джюнейт Чакир (Туреччина)     | Бахаттин Дуран (Туреччина) Тарик Онгун (Туреччина)         |

## Склади
Команди мали подати заявку з 21 гравця (троє з яких — воротарі).

## Жеребкування
Жеребкування групового етапу було проведено 27 квітня 2011 року в конференц-центрі «Хуліо Сезар Турбай Аяла» в Картахені.
Склади кошиків для жеребкування були наступними:
| Кошик A                                                | Кошик B                                          | Кошик C                                                                        | Кошик D                                         |
| ------------------------------------------------------ | ------------------------------------------------ | ------------------------------------------------------------------------------ | ----------------------------------------------- |
| Аргентина Бразилія Колумбія Нігерія Португалія Іспанія | Камерун Коста-Рика Єгипет Гватемала Малі Мексика | Австралія Нова Зеландія Північна Корея Панама Саудівська Аравія Південна Корея | Австрія Хорватія Еквадор Англія Франція Уругвай |

## Груповий етап
Переможці груп і команди, що зайняли другі місця, так само як і чотири найкращі команди, що зайняли треті місця, проходять в 1/8 фіналу.
Визначення положення команд у разі рівності очок
Коли дві або більше команд наберуть однакову кількість очок, їх положення визначається за такими критеріями:
1. Різниця голів у всіх групових матчах;
2. кількість голів, забитих у всіх групових матчах;
3. кількість очок, зароблених в матчах між командами;
4. Різниця голів у матчах між командами;
5. кількість голів, забитих в матчах між командами;
6. результат жеребкування, проведеного організаційним комітетом.

Положення третіх команд визначається за наступними критеріями, найкращі чотири виходять в 1/8 фіналу:
1. кількість очок;
2. різниця голів у всіх групових матчах;
3. кількість голів, забитих у всіх групових матчах;
4. результат жеребкування, проведеного організаційним комітетом.

| Умовні колірні позначення | Умовні колірні позначення          |
| ------------------------- | ---------------------------------- |
|                           | Команди, що проходять в 1/8 фіналу |

Час початку всіх матчів місцевий — UTC-5.

### Група A
| Поз | Команда        | І | В | Н | П | ГЗ | ГП | РГ | О | Кваліфікація |
| --- | -------------- | - | - | - | - | -- | -- | -- | - | ------------ |
| 1   | Колумбія       | 3 | 3 | 0 | 0 | 7  | 1  | +6 | 9 |              |
| 2   | Франція        | 3 | 2 | 0 | 1 | 6  | 5  | +1 | 6 |              |
| 3   | Південна Корея | 3 | 1 | 0 | 2 | 3  | 4  | −1 | 3 |              |
| 4   | Малі           | 3 | 0 | 0 | 3 | 0  | 6  | −6 | 0 |              |

| 30 липня 2011 18:00 |

| Малі | 0–2      | Південна Корея                           |
| ---- | -------- | ---------------------------------------- |
|      | Протокол | Кім Кьон Чжун 50' Чан Хьон Су 80' (пен.) |

| Ель Кампін, Богота Глядачів: 36,111 Арбітр: Марк Клаттенбург (Англія) |

| 30 липня 2011 21:00 |

| Колумбія                                          | 4–1      | Франція  |
| ------------------------------------------------- | -------- | -------- |
| Х. Родрігес 30' (пен.) Мур'єль 48', 66' Аріас 64' | Протокол | Сюню 21' |

| Ель Кампін, Богота Глядачів: 36,111 Арбітр: Пітер О'Лірі (Нова Зеландія) |

| 2 серпня 2011 17:00 |

| Франція                            | 3–1      | Південна Корея |
| ---------------------------------- | -------- | -------------- |
| Сюню 27' Фофана 81' Ляказетт 90+1' | Протокол | Кім Юн Ук 59'  |

| Ель Кампін, Богота Глядачів: 36,103 Арбітр: Вілсон Сенеме (Бразилія) |

| 2 серпня 2011 20:00 |

| Колумбія                       | 2–0      | Малі |
| ------------------------------ | -------- | ---- |
| Валенсія 23' Х. Родрігес 90+1' | Протокол |      |

| Ель Кампін, Богота Глядачів: 36,103 Арбітр: Іштван Вад (Угорщина) |

| 5 серпня 2011 20:00 |

| Франція                  | 2–0      | Малі |
| ------------------------ | -------- | ---- |
| Бакамбу 70' Ляказетт 77' | Протокол |      |

| Паскуаль Герреро, Калі Глядачів: 31,395 Арбітр: Антоніо Аріас (Парагвай) |

| 5 серпня 2011 20:00 |

| Колумбія    | 1–0      | Південна Корея |
| ----------- | -------- | -------------- |
| Мур'єль 37' | Протокол |                |

| Ель Кампін, Богота Глядачів: 36,082 Арбітр: Маркус Стрембергссон (Швеція) |

### Група B
| Поз | Команда       | І | В | Н | П | ГЗ | ГП | РГ | О | Кваліфікація |
| --- | ------------- | - | - | - | - | -- | -- | -- | - | ------------ |
| 1   | Португалія    | 3 | 2 | 1 | 0 | 2  | 0  | +2 | 7 |              |
| 2   | Камерун       | 3 | 1 | 1 | 1 | 2  | 2  | 0  | 4 |              |
| 3   | Нова Зеландія | 3 | 0 | 2 | 1 | 2  | 3  | −1 | 2 |              |
| 4   | Уругвай       | 3 | 0 | 2 | 1 | 1  | 2  | −1 | 2 |              |

| 30 липня 2011 17:00 |

| Камерун    | 1–1      | Нова Зеландія |
| ---------- | -------- | ------------- |
| Мбонді 33' | Протокол | Чаха 40' (аг) |

| Паскуаль Герреро, Калі Глядачів: 35,262 Арбітр: Вільям Коллам (Шотландія) |

| 30 липня 2011 20:00 |

| Португалія | 0–0      | Уругвай |
| ---------- | -------- | ------- |
|            | Протокол |         |

| Паскуаль Герреро, Калі Глядачів: 35,262 Арбітр: Абдулрахман Абду (Катар) |

| 2 серпня 2011 17:00 |

| Уругвай  | 1–1      | Нова Зеландія |
| -------- | -------- | ------------- |
| Луна 74' | Протокол | Бевін 57'     |

| Паскуаль Герреро, Калі Глядачів: 28,884 Арбітр: Джюнейт Чакир (Туреччина) |

| 2 серпня 2011 20:00 |

| Португалія      | 1–0      | Камерун |
| --------------- | -------- | ------- |
| Н. Олівейра 18' | Протокол |         |

| Паскуаль Герреро, Калі Глядачів: 28,884 Арбітр: Антоніо Аріас (Парагвай) |

| 5 серпня 2011 17:00 |

| Португалія | 1–0      | Нова Зеландія |
| ---------- | -------- | ------------- |
| Руй 31'    | Протокол |               |

| Паскуаль Герреро, Калі Глядачів: 31,395 Арбітр: Кім Дон Джин (Південна Корея) |

| 5 серпня 2011 17:00 |

| Уругвай | 0–1      | Камерун    |
| ------- | -------- | ---------- |
|         | Протокол | Мбонго 28' |

| Ель Кампін, Богота Глядачів: 36,082 Арбітр: Марк Гейгер (США) |

### Група C
| Поз | Команда    | І | В | Н | П | ГЗ | ГП | РГ | О | Кваліфікація |
| --- | ---------- | - | - | - | - | -- | -- | -- | - | ------------ |
| 1   | Іспанія    | 3 | 3 | 0 | 0 | 11 | 2  | +9 | 9 |              |
| 2   | Еквадор    | 3 | 1 | 1 | 1 | 4  | 3  | +1 | 4 |              |
| 3   | Коста-Рика | 3 | 1 | 0 | 2 | 4  | 9  | −5 | 3 |              |
| 4   | Австралія  | 3 | 0 | 1 | 2 | 4  | 9  | −5 | 1 |              |

| 31 липня 2011 15:00 |

| Коста-Рика | 1–4      | Іспанія                                     |
| ---------- | -------- | ------------------------------------------- |
| Руїс 65'   | Протокол | Родріго 14', 48' Коке 81' Іско 90+4' (пен.) |

| Палогранде, Манісалес Глядачів: 17,075 Арбітр: Даріо Убріако (Уругвай) |

| 31 липня 2011 18:00 |

| Австралія | 1–1      | Еквадор   |
| --------- | -------- | --------- |
| Оур 89'   | Протокол | Говеа 24' |

| Палогранде, Манісалес Глядачів: 17,075 Арбітр: Джамель Хаймуді (Алжир) |

| 3 серпня 2011 17:00 |

| Еквадор | 0–2      | Іспанія                |
| ------- | -------- | ---------------------- |
|         | Протокол | Каналес 67' Васкес 85' |

| Палогранде, Манісалес Глядачів: 10,130 Арбітр: Пітер О'Лірі (Нова Зеландія) |

| 3 серпня 2011 20:00 |

| Австралія               | 2–3      | Коста-Рика                 |
| ----------------------- | -------- | -------------------------- |
| Оур 26' Кальво 64' (аг) | Протокол | Кемпбелл 22', 27' Руїс 72' |

| Палогранде, Манісалес Глядачів: 10,130 Арбітр: Роберт Шергенгофер (Австрія) |

| 6 серпня 2011 17:00 |

| Еквадор                        | 3–0      | Коста-Рика |
| ------------------------------ | -------- | ---------- |
| Монтаньйо 2' де Хесус 13', 69' | Протокол |            |

| Ернан Рамірес Вільєгас, Перейра Глядачів: 13,714 Арбітр: Джюнейт Чакир (Туреччина) |

| 6 серпня 2011 17:00 |

| Австралія | 1–5      | Іспанія                                           |
| --------- | -------- | ------------------------------------------------- |
| Булут 27' | Протокол | Роберто 1' Васкес 6', 13', 18' Каналес 31' (пен.) |

| Палогранде, Манісалес Глядачів: 14,722 Арбітр: Вілсон Сенеме (Бразилія) |

### Група D
| Поз | Команда           | І | В | Н | П | ГЗ | ГП | РГ  | О | Кваліфікація |
| --- | ----------------- | - | - | - | - | -- | -- | --- | - | ------------ |
| 1   | Нігерія           | 3 | 3 | 0 | 0 | 12 | 2  | +10 | 9 |              |
| 2   | Саудівська Аравія | 3 | 2 | 0 | 1 | 8  | 2  | +6  | 6 |              |
| 3   | Гватемала         | 3 | 1 | 0 | 2 | 1  | 11 | −10 | 3 |              |
| 4   | Хорватія          | 3 | 0 | 0 | 3 | 2  | 8  | −6  | 0 |              |

| 31 липня 2011 15:00 |

| Нігерія                                        | 5–0      | Гватемала |
| ---------------------------------------------- | -------- | --------- |
| Егбеді 8', 39' Аджагун 47' Кайоде 53' Муса 76' | Протокол |           |

| Сентенаріо, Арменія Глядачів: 11,116 Арбітр: Роберт Шергенгофер (Австрія) |

| 31 липня 2011 18:00 |

| Хорватія | 0–2      | Саудівська Аравія              |
| -------- | -------- | ------------------------------ |
|          | Протокол | Аль-Фахмі 54' аль-Муваллад 69' |

| Сентенаріо, Арменія Глядачів: 11,116 Арбітр: Нумандьєз Дуе (Кот-д'Івуар) |

| 3 серпня 2011 17:00 |

| Саудівська Аравія                                                                       | 6–0      | Гватемала |
| --------------------------------------------------------------------------------------- | -------- | --------- |
| Дагрірі 17' Аль-Фахмі 27' Аль-Фатіль 58' аш-Шаграні 66' Аль-Ібрагім 83' аль-Давсарі 89' | Протокол |           |

| Сентенаріо, Арменія Глядачів: 8,861 Арбітр: Вільям Коллам (Шотландія) |

| 3 серпня 2011 20:00 |

| Хорватія                 | 2–5      | Нігерія                                        |
| ------------------------ | -------- | ---------------------------------------------- |
| Лендрич 42' Крамарич 66' | Протокол | Кайоде 25' Сусвам 30' Муса 62' Нвофор 69', 73' |

| Сентенаріо, Арменія Глядачів: 8,861 Арбітр: Даріо Убріако (Уругвай) |

| 6 серпня 2011 20:00 |

| Саудівська Аравія | 0–2      | Нігерія               |
| ----------------- | -------- | --------------------- |
|                   | Протокол | Муса 45+2' Кайоде 85' |

| Ернан Рамірес Вільєгас, Перейра Глядачів: 13,714 Арбітр: Ернандо Буїтраго (Колумбія) |

| 6 серпня 2011 20:00 |

| Хорватія | 0–1      | Гватемала     |
| -------- | -------- | ------------- |
|          | Протокол | Себальйос 81' |

| Сентенаріо, Арменія Глядачів: 4,209 Арбітр: Абдулрахман Абду (Катар) |

### Група E
| Поз | Команда  | І | В | Н | П | ГЗ | ГП | РГ | О | Кваліфікація |
| --- | -------- | - | - | - | - | -- | -- | -- | - | ------------ |
| 1   | Бразилія | 3 | 2 | 1 | 0 | 8  | 1  | +7 | 7 |              |
| 2   | Єгипет   | 3 | 2 | 1 | 0 | 6  | 1  | +5 | 7 |              |
| 3   | Панама   | 3 | 0 | 1 | 2 | 0  | 5  | −5 | 1 |              |
| 4   | Австрія  | 3 | 0 | 1 | 2 | 0  | 7  | −7 | 1 |              |

| 29 липня 2011 17:30 |

| Австрія | 0–0      | Панама |
| ------- | -------- | ------ |
|         | Протокол |        |

| Хайме Морон Леон, Картахена Глядачів: 13,198 Арбітр: Антоніо Аріас (Парагвай) |

| 29 липня 2011 21:00 |

| Бразилія   | 1–1      | Єгипет    |
| ---------- | -------- | --------- |
| Даніло 12' | Протокол | Габер 26' |

| Стадіон імені Роберто Мелендеса, Барранкілья Глядачів: 45,170 Арбітр: Джюнейт Чакир (Туреччина) |

| 1 серпня 2011 17:00 |

| Єгипет     | 1–0      | Панама |
| ---------- | -------- | ------ |
| Хегазі 67' | Протокол |        |

| Стадіон імені Роберто Мелендеса, Барранкілья Глядачів: 11,101 Арбітр: Кім Дон Джин (Південна Корея) |

| 1 серпня 2011 20:00 |

| Бразилія                                        | 3–0      | Австрія |
| ----------------------------------------------- | -------- | ------- |
| Енріке 37' Коутінью 52' (пен.) Вілліан Жозе 63' | Протокол |         |

| Стадіон імені Роберто Мелендеса, Барранкілья Глядачів: 11,101 Арбітр: Марк Гейгер (США) |

| 4 серпня 2011 20:00 |

| Бразилія                                | 4–0      | Панама |
| --------------------------------------- | -------- | ------ |
| Енріке 40' Коутінью 45+1', 52' Дуду 89' | Протокол |        |

| Стадіон імені Роберто Мелендеса, Барранкілья Глядачів: 16,513 Арбітр: Марк Клаттенбург (Англія) |

| 4 серпня 2011 20:00 |

| Єгипет                          | 4–0      | Австрія |
| ------------------------------- | -------- | ------- |
| Собхі 31' Ібрагім 60', 62', 82' | Протокол |         |

| Хайме Морон Леон, Картахена Глядачів: 16,042 Арбітр: Вальтер Лопес (Гватемала) |

### Група F
| Поз | Команда        | І | В | Н | П | ГЗ | ГП | РГ | О | Кваліфікація |
| --- | -------------- | - | - | - | - | -- | -- | -- | - | ------------ |
| 1   | Аргентина      | 3 | 2 | 1 | 0 | 4  | 0  | +4 | 7 |              |
| 2   | Мексика        | 3 | 1 | 1 | 1 | 3  | 1  | +2 | 4 |              |
| 3   | Англія         | 3 | 0 | 3 | 0 | 0  | 0  | 0  | 3 |              |
| 4   | Північна Корея | 3 | 0 | 1 | 2 | 0  | 6  | −6 | 1 |              |

| 29 липня 2011 14:30 |

| Англія | 0–0      | Північна Корея |
| ------ | -------- | -------------- |
|        | Протокол |                |

| Атанасіо Хірардот (стадіон), Медельїн Глядачів: 25,995 Арбітр: Вілсон Сенеме (Бразилія) |

| 29 липня 2011 17:30 |

| Аргентина  | 1–0      | Мексика |
| ---------- | -------- | ------- |
| Ламела 70' | Протокол |         |

| Атанасіо Хірардот (стадіон), Медельїн Глядачів: 25,995 Арбітр: Іштван Вад (Угорщина) |

| 1 серпня 2011 17:00 |

| Мексика                                         | 3–0      | Північна Корея |
| ----------------------------------------------- | -------- | -------------- |
| Рі Йон Чхоль 45+1' (аг) Гуарч 54' де Буен 90+4' | Протокол |                |

| Атанасіо Хірардот (стадіон), Медельїн Глядачів: 40,704 Арбітр: Маркус Стрембергссон (Швеція) |

| 1 серпня 2011 20:00 |

| Аргентина | 0–0      | Англія |
| --------- | -------- | ------ |
|           | Протокол |        |

| Атанасіо Хірардот (стадіон), Медельїн Глядачів: 40,704 Арбітр: Вальтер Лопес (Гватемала) |

| 4 серпня 2011 17:00 |

| Мексика | 0–0      | Англія |
| ------- | -------- | ------ |
|         | Протокол |        |

| Хайме Морон Леон, Картахена Глядачів: 16,042 Арбітр: Джамель Хаймуді (Алжир) |

| 4 серпня 2011 17:00 |

| Аргентина                                    | 3–0      | Північна Корея |
| -------------------------------------------- | -------- | -------------- |
| Феррейра 36' Вільяфаньєс 84' Сірільяно 90+5' | Протокол |                |

| Атанасіо Хірардот (стадіон), Медельїн Глядачів: 14,647 Арбітр: Нумандьєз Дуе (Кот-д'Івуар) |

### Рейтинг третіх місць
| Поз | Груп | Команда        | І | В | Н | П | ГЗ | ГП | РГ  | О | Кваліфікація |
| --- | ---- | -------------- | - | - | - | - | -- | -- | --- | - | ------------ |
| 1   | F    | Англія         | 3 | 0 | 3 | 0 | 0  | 0  | 0   | 3 |              |
| 2   | A    | Південна Корея | 3 | 1 | 0 | 2 | 3  | 4  | −1  | 3 |              |
| 3   | C    | Коста-Рика     | 3 | 1 | 0 | 2 | 4  | 9  | −5  | 3 |              |
| 4   | D    | Гватемала      | 3 | 1 | 0 | 2 | 1  | 11 | −10 | 3 |              |
| 5   | B    | Нова Зеландія  | 3 | 0 | 2 | 1 | 2  | 3  | −1  | 2 |              |
| 6   | E    | Панама         | 3 | 0 | 1 | 2 | 0  | 5  | −5  | 1 |              |

## Плей-оф
|  | 1/8 фіналу                   | 1/8 фіналу                 |                            |       | Чвертьфінали | Чвертьфінали |                         |                         | Півфінали | Півфінали |  |  | Фінал | Фінал |
|  |                              |                            |                            |       |              |              |                         |                         |           |           |  |  |       |       |
|  | 10 серпня 2011 — Барранкілья |                            |                            |       |              |              |                         |                         |           |           |  |  |       |       |
|  |                              |                            |                            |       |              |              |                         |                         |           |           |  |  |       |       |
|  | Бразилія                     | 3                          |                            |       |              |              |                         |                         |           |           |  |  |       |       |
|  | Бразилія                     | 3                          | 14 серпня 2011 — Перейра   |       |              |              |                         |                         |           |           |  |  |       |       |
|  | Саудівська Аравія            | 0                          |                            |       |              |              |                         |                         |           |           |  |  |       |       |
|  | Саудівська Аравія            | 0                          | Бразилія (pen.)            | 2 (4) |              |              |                         |                         |           |           |  |  |       |       |
|  | 10 серпня 2011 — Манісалес   |                            | Бразилія (pen.)            | 2 (4) |              |              |                         |                         |           |           |  |  |       |       |
|  |                              | Іспанія                    | 2 (2)                      |       |              |              |                         |                         |           |           |  |  |       |       |
|  | Іспанія (пен.)               | Іспанія                    | 2 (2)                      | 0 (7) |              |              |                         |                         |           |           |  |  |       |       |
|  | Іспанія (пен.)               |                            | 17 серпня 2011 — Перейра   | 0 (7) |              |              |                         |                         |           |           |  |  |       |       |
|  | Південна Корея               | 0 (6)                      |                            |       |              |              |                         |                         |           |           |  |  |       |       |
|  | Південна Корея               | 0 (6)                      | Бразилія                   | 2     |              |              |                         |                         |           |           |  |  |       |       |
|  | 9 серпня 2011 — Перейра      |                            | Бразилія                   | 2     |              |              |                         |                         |           |           |  |  |       |       |
|  |                              | Мексика                    | 0                          |       |              |              |                         |                         |           |           |  |  |       |       |
|  | Камерун                      | Мексика                    | 0                          | 1 (0) |              |              |                         |                         |           |           |  |  |       |       |
|  | Камерун                      | 13 серпня 2011 — Богота    |                            | 1 (0) |              |              |                         |                         |           |           |  |  |       |       |
|  | Мексика (пен.)               | 1 (3)                      |                            |       |              |              |                         |                         |           |           |  |  |       |       |
|  | Мексика (пен.)               | 1 (3)                      | Мексика                    | 3     |              |              |                         |                         |           |           |  |  |       |       |
|  | 9 серпня 2011 — Богота       |                            | Мексика                    | 3     |              |              |                         |                         |           |           |  |  |       |       |
|  |                              | Колумбія                   | 1                          |       |              |              |                         |                         |           |           |  |  |       |       |
|  | Колумбія                     | Колумбія                   | 1                          | 3     |              |              |                         |                         |           |           |  |  |       |       |
|  | Колумбія                     |                            | 20 серпня 2011 — Богота    | 3     |              |              |                         |                         |           |           |  |  |       |       |
|  | Коста-Рика                   | 2                          |                            |       |              |              |                         |                         |           |           |  |  |       |       |
|  | Коста-Рика                   | 2                          | Бразилія дч                | 3     |              |              |                         |                         |           |           |  |  |       |       |
|  | 10 серпня 2011 — Картахена   |                            | Бразилія дч                | 3     |              |              |                         |                         |           |           |  |  |       |       |
|  |                              | Португалія                 | 2                          |       |              |              |                         |                         |           |           |  |  |       |       |
|  | Франція                      | Португалія                 | 2                          | 1     |              |              |                         |                         |           |           |  |  |       |       |
|  | Франція                      | 14 серпня 2011 — Калі      |                            | 1     |              |              |                         |                         |           |           |  |  |       |       |
|  | Еквадор                      | 0                          |                            |       |              |              |                         |                         |           |           |  |  |       |       |
|  | Еквадор                      | 0                          | Франція дч                 | 3     |              |              |                         |                         |           |           |  |  |       |       |
|  | 10 серпня 2011 — Арменія     |                            | Франція дч                 | 3     |              |              |                         |                         |           |           |  |  |       |       |
|  |                              | Нігерія                    | 2                          |       |              |              |                         |                         |           |           |  |  |       |       |
|  | Нігерія                      | Нігерія                    | 2                          | 1     |              |              |                         |                         |           |           |  |  |       |       |
|  | Нігерія                      |                            | 17 серпня 2011 — Медельїн  | 1     |              |              |                         |                         |           |           |  |  |       |       |
|  | Англія                       | 0                          |                            |       |              |              |                         |                         |           |           |  |  |       |       |
|  | Англія                       | 0                          | Франція                    | 0     |              |              |                         |                         |           |           |  |  |       |       |
|  | 9 серпня 2011 — Калі         |                            | Франція                    | 0     |              |              |                         |                         |           |           |  |  |       |       |
|  |                              | Португалія                 | 2                          |       | Фінал        | Фінал        |                         |                         |           |           |  |  |       |       |
|  | Португалія                   | Португалія                 | 2                          | 1     | Фінал        | Фінал        |                         |                         |           |           |  |  |       |       |
|  | Португалія                   | 13 серпня 2011 — Картахена | 13 серпня 2011 — Картахена | 1     |              |              | 20 серпня 2011 — Богота | 20 серпня 2011 — Богота |           |           |  |  |       |       |
|  | Гватемала                    | 13 серпня 2011 — Картахена | 13 серпня 2011 — Картахена | 0     |              |              | 20 серпня 2011 — Богота | 20 серпня 2011 — Богота |           |           |  |  |       |       |
|  | Гватемала                    | Португалія (pen.)          | 0 (5)                      | 0     | Мексика      | 3            |                         |                         |           |           |  |  |       |       |
|  | 9 серпня 2011 — Медельїн     | Португалія (pen.)          | 0 (5)                      |       | Мексика      | 3            |                         |                         |           |           |  |  |       |       |
|  |                              | Аргентина                  | 0 (4)                      |       | Франція      | 1            |                         |                         |           |           |  |  |       |       |
|  | Аргентина                    | Аргентина                  | 0 (4)                      | 2     | Франція      | 1            |                         |                         |           |           |  |  |       |       |
|  | Аргентина                    |                            |                            | 2     |              |              |                         |                         |           |           |  |  |       |       |
|  | Єгипет                       | 1                          |                            |       |              |              |                         |                         |           |           |  |  |       |       |
|  | Єгипет                       | 1                          |                            |       |              |              |                         |                         |           |           |  |  |       |       |

### 1/8 фіналу
| 9 серпня 2011 17:00 |

| Португалія            | 1–0      | Гватемала |
| --------------------- | -------- | --------- |
| Н. Олівейра 7' (пен.) | Протокол |           |

| Паскуаль Герреро, Калі Глядачів: 34,264 Арбітр: Джамель Хаймуді (Алжир) |

| 9 серпня 2011 17:00 |

| Аргентина                     | 2–1      | Єгипет           |
| ----------------------------- | -------- | ---------------- |
| Ламела 42' (пен.), 64' (пен.) | Протокол | Салах 70' (пен.) |

| Атанасіо Хірардот (стадіон), Медельїн Глядачів: 40,147 Арбітр: Маркус Стрембергссон (Швеція) |

| 9 серпня 2011 20:00 |

| Камерун                   | 1–1      | Мексика                   |
| ------------------------- | -------- | ------------------------- |
| Охандза 79'               | Протокол | Оррантія 81'              |
|                           | Пенальті |                           |
| Охандза · Нгессі · Мбонді | 0–3      | Торрес · Давіла · Піньйон |

| Ернан Рамірес Вільєгас, Перейра Глядачів: 21,744 Арбітр: Вілсон Сенеме (Бразилія) |

| 9 серпня 2011 20:00 |

| Колумбія                                        | 3–2      | Коста-Рика        |
| ----------------------------------------------- | -------- | ----------------- |
| Мур'єль 56' Франко 79' Х. Родрігес 90+3' (пен.) | Протокол | Руїс 63' Еско 65' |

| Ель Кампін, Богота Глядачів: 36,084 Арбітр: Марк Клаттенбург (Англія) |

| 10 серпня 2011 17:00 |

| Нігерія    | 1–0      | Англія |
| ---------- | -------- | ------ |
| Егбеді 52' | Протокол |        |

| Сентенаріо, Арменія Глядачів: 18,291 Арбітр: Антоніо Аріас (Парагвай) |

| 10 серпня 2011 17:00 |

| Іспанія                                                       | 0–0      | Південна Корея                                                                                                 |
| ------------------------------------------------------------- | -------- | --- |
|                                                               | Протокол | |
|                                                               | Пенальті | |
| Тельйо · Ресіо · Коке · Васкес · Іско · Бартра · Амат · Ромеу | 7–6      | Чжун Сьон Йон · Нам Сьон Ву · Лі Кі Чже · Кім Джин Су · Чан Хьон Су · Мін Сан Гі · Пек Сон Дон · Кім Кьон Чжун |

| Палогранде, Манісалес Глядачів: 23,618 Арбітр: Марк Гейгер (США) |

| 10 серпня 2011 20:00 |

| Бразилія                      | 3–0      | Саудівська Аравія |
| ----------------------------- | -------- | ----------------- |
| Енріке 46' Сілва 69' Дуду 86' | Протокол |                   |

| Стадіон імені Роберто Мелендеса, Барранкілья Глядачів: 37,448 Арбітр: Іштван Вад (Угорщина) |

| 10 серпня 2011 20:00 |

| Франція      | 1–0      | Еквадор |
| ------------ | -------- | ------- |
| Грізманн 75' | Протокол |         |

| Хайме Морон Леон, Картахена Глядачів: 15,958 Арбітр: Кім Дон Джин (Південна Корея) |

### Чвертьфінали
| 13 серпня 2011 17:00 |

| Португалія                                                              | 0–0      | Аргентина                                                             |
| ----------------------------------------------------------------------- | -------- | --------------------------------------------------------------------- |
|                                                                         | Протокол |                                                                       |
|                                                                         | Пенальті |                                                                       |
| Рейш · Перейра · Родерік · Лопеш · Н. Олівейра · Феррейра · С. Олівейра | 5–4      | Ламела · Ітурбе · Нерво · Гонсалес Пірес · Руїс · Вулетіч · Тальяфіко |

| Хайме Морон Леон, Картахена Глядачів: 15,946 Арбітр: Пітер О'Лірі (Нова Зеландія) |

| 13 серпня 2011 20:00 |

| Мексика                           | 3–1      | Колумбія   |
| --------------------------------- | -------- | ---------- |
| Торрес 37' (пен.) Рівера 69', 88' | Протокол | Сапата 60' |

| Ель Кампін, Богота Глядачів: 35,501 Арбітр: Джюнейт Чакир (Туреччина) |

| 14 серпня 2011 15:00 |

| Франція                        | 3–2      | Нігерія            |
| ------------------------------ | -------- | ------------------ |
| Ляказетт 50', 104' Фофана 102' | Протокол | Еджіке 90+3', 111' |

| Паскуаль Герреро, Калі Глядачів: 33,007 Арбітр: Даріо Убріако (Уругвай) |

| 14 серпня 2011 18:00 |

| Бразилія                          | 2–2      | Іспанія                                |
| --------------------------------- | -------- | -------------------------------------- |
| Вілліан Жозе 35' Дуду 100'        | Протокол | Родріго 57' Васкес 102'                |
|                                   | Пенальті |                                        |
| Каземіро · Даніло · Енріке · Дуду | 4–2      | Амат · Сержі Роберто · Бартра · Васкес |

| Ернан Рамірес Вільєгас, Перейра Глядачів: 29,318 Арбітр: Walter López (Guatemala) |

### Півфінали
| 17 серпня 2011 17:00 |

| Франція | 0–2      | Португалія                       |
| ------- | -------- | -------------------------------- |
|         | Протокол | Данілу 9' Н. Олівейра 40' (пен.) |

| Атанасіо Хірардот (стадіон), Медельїн Глядачів: 40,598 Арбітр: Джюнейт Чакир (Туреччина) |

| 17 серпня 2011 20:00 |

| Бразилія        | 2–0      | Мексика |
| --------------- | -------- | ------- |
| Енріке 80', 84' | Протокол |         |

| Ернан Рамірес Вільєгас, Перейра Глядачів: 29,812 Арбітр: Марк Клаттенбург (Англія) |

### Матч за третє місце
| 20 серпня 2011 17:00 |

| Мексика                           | 3–1      | Франція     |
| --------------------------------- | -------- | ----------- |
| Давіла 12' Енрікес 49' Рівера 71' | Протокол | Ляказетт 8' |

| Ель Кампін, Богота Глядачів: 36,085 Арбітр: Антоніо Аріас (Парагвай) |

### Фінал

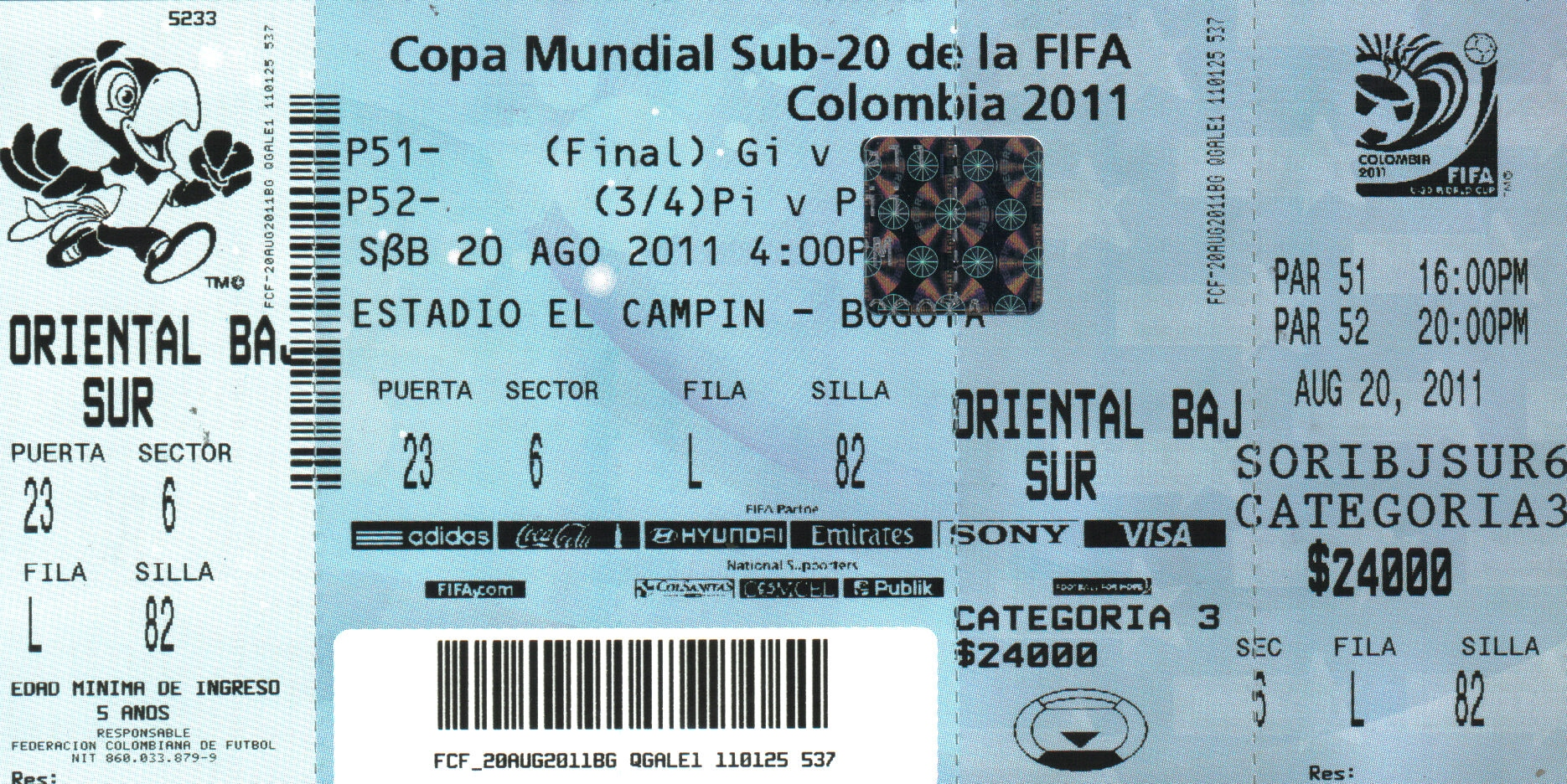
Квиток на фінальний матч

| 20 серпня 2011 20:00 |

| Бразилія            | 3–2      | Португалія                   |
| ------------------- | -------- | ---------------------------- |
| Оскар 5', 78', 111' | Протокол | Алекс 9' Нелсон Олівейра 59' |

| Ель Кампін, Богота Глядачів: 36,058 Арбітр: Марк Гейгер (США) |

## Найкращі бомбардири
5 голів
| - Енріке - Александр Ляказетт - Альваро Васкес |

4 голи
| - Луїс Мур'єль - Нелсон Олівейра |

3 голи
| - Ерік Ламела - Філіппе Коутінью - Дуду - Оскар | - Хамес Родрігес - Джон Хайро Руїс - Мохамед Ібрагім - Едсон Рівера | - Едафе Егбеді - Оларенважу Кайоде - Ахмед Муса - Родріго |

2 голи
| - Томмі Оур - Вілліан Жозе - Хоель Кемпбелл - Марлон де Хесус | - Гейда Фофана - Жиль Сюню - Брайт Еджіке - Уче Нвофор | - Ясір Аль-Фахмі - Серхіо Каналес |

1 гол
| - Есек'єль Сірільяно - Факундо Феррейра - Лукас Вільяфаньєс - Керем Булут - Даніло - Габріел Сілва - Кріст Мбонді - Еммануель Мбонго - Франк Охандза - Сантьяго Аріас - Педро Франко - Хосе Адольфо Валенсія - Дуван Сапата - Хав'єр Еско - Андрей Крамарич - Іван Лендрич - Хуан Говеа | - Едсон Монтаньйо - Омар Габер - Ахмед Хегазі - Мохаммед Салах - Мохамед Собхі - Седрік Бакамбу - Антуан Грізманн - Марвін Себальйос - Улісес Давіла - Дієго де Буен - Хорхе Енрікес - Тауфік Гуарч - Карлос Оррантія - Ерік Торрес - Ендрю Бевін - Абдул Аджагун - Пітер Сусвам | - Алекс Фрейташ - Данілу Перейра - Маріу Руй - Салем аль-Давсарі - Мохаммед Аль-Фатіль - Ібрагім Аль-Ібрагім - Фахад аль-Муваллад - Яссер аш-Шаграні - Ях'я Дагрірі - Чан Хьон Су - Кім Кьон Чжун - Кім Юн Ук - Іско - Коке - Сержі Роберто - Адріан Луна |

1 автогол
| - Серж Чаха (проти Нової Зеландії) | - Франсіско Кальво (проти Австралії) | - Рі Йон Чхоль (Проти Мексики) |

### Підсумкова таблиця
| Поз | Команда           | І | В | Н | П | ГЗ | ГП | РГ  | О  | Result                         |
| --- | ----------------- | - | - | - | - | -- | -- | --- | -- | ------------------------------ |
| 1   | Бразилія          | 7 | 5 | 2 | 0 | 18 | 5  | +13 | 17 |                                |
| 2   | Португалія        | 7 | 4 | 2 | 1 | 7  | 3  | +4  | 14 |                                |
| 3   | Мексика           | 7 | 3 | 2 | 2 | 10 | 6  | +4  | 11 |                                |
| 4   | Франція           | 7 | 4 | 0 | 3 | 11 | 12 | −1  | 12 |                                |
| 5   | Нігерія           | 5 | 4 | 0 | 1 | 15 | 5  | +10 | 12 | Вибули в чвертьфіналі          |
| 6   | Колумбія          | 5 | 4 | 0 | 1 | 11 | 6  | +5  | 12 | Вибули в чвертьфіналі          |
| 7   | Іспанія           | 5 | 3 | 2 | 0 | 13 | 4  | +9  | 11 | Вибули в чвертьфіналі          |
| 8   | Аргентина         | 5 | 3 | 2 | 0 | 6  | 1  | +5  | 11 | Вибули в чвертьфіналі          |
| 9   | Єгипет            | 4 | 2 | 1 | 1 | 7  | 3  | +4  | 7  | Вибули в 1/8 фіналу            |
| 10  | Саудівська Аравія | 4 | 2 | 0 | 2 | 8  | 5  | +3  | 6  | Вибули в 1/8 фіналу            |
| 11  | Камерун           | 4 | 1 | 2 | 1 | 3  | 3  | 0   | 5  | Вибули в 1/8 фіналу            |
| 12  | Еквадор           | 4 | 1 | 1 | 2 | 4  | 4  | 0   | 4  | Вибули в 1/8 фіналу            |
| 13  | Південна Корея    | 4 | 1 | 1 | 2 | 3  | 4  | −1  | 4  | Вибули в 1/8 фіналу            |
| 14  | Англія            | 4 | 0 | 3 | 1 | 0  | 1  | −1  | 3  | Вибули в 1/8 фіналу            |
| 15  | Коста-Рика        | 4 | 1 | 0 | 3 | 6  | 12 | −6  | 3  | Вибули в 1/8 фіналу            |
| 16  | Гватемала         | 4 | 1 | 0 | 3 | 1  | 12 | −11 | 3  | Вибули в 1/8 фіналу            |
| 17  | Нова Зеландія     | 3 | 0 | 2 | 1 | 2  | 3  | −1  | 2  | Вибули після групового турніру |
| 18  | Уругвай           | 3 | 0 | 2 | 1 | 1  | 2  | −1  | 2  | Вибули після групового турніру |
| 19  | Австралія         | 3 | 0 | 1 | 2 | 4  | 9  | −5  | 1  | Вибули після групового турніру |
| 20  | Панама            | 3 | 0 | 1 | 2 | 0  | 5  | −5  | 1  | Вибули після групового турніру |
| 21  | Північна Корея    | 3 | 0 | 1 | 2 | 0  | 6  | −6  | 1  | Вибули після групового турніру |
| 22  | Австрія           | 3 | 0 | 1 | 2 | 0  | 7  | −7  | 1  | Вибули після групового турніру |
| 23  | Хорватія          | 3 | 0 | 0 | 3 | 2  | 8  | −6  | 0  | Вибули після групового турніру |
| 24  | Малі              | 3 | 0 | 0 | 3 | 0  | 6  | −6  | 0  | Вибули після групового турніру |

### Нагороди
По завершенні турніру були оголошені такі нагороди:
| Золотий м'яч       | Срібний м'яч    | Бронзовий м'яч     |
| ------------------ | --------------- | ------------------ |
| Енріке             | Нелсон Олівейра | Хорхе Енрікес      |
| Золотий бутс       | Срібний бутс    | Бронзовий бутс     |
| Енріке             | Альваро Васкес  | Александр Ляказетт |
| 5 голів            | 5 голів         | 5 голів            |
| Золота рукавичка   |                 |                    |
| Міка               |                 |                    |
| Нагорода Fair Play |                 |                    |
| Нігерія            |                 |                    |